# Anna Sophie de Schwarzburg-Rudolstadt
Prințesa Anna Sophie de Schwarzburg-Rudolstadt (9 septembrie 1700 – 11 decembrie 1780) a fost prințesă de Schwarzburg-Rudolstadt.

## Biografie
Ea a fost fiica lui Ludwig Friedrich I, Prinț de Schwarzburg-Rudolstadt (1667-1718) și a Anei Sofia de Saxa-Gotha-Altenburg (1670–1728).
La Rudolstadt la 2 ianuarie 1723 Anna Sophie s-a căsătorit cu Franz Josias, moștenitor al ducatului al de Saxa-Coburg-Saalfeld. Cuplul a avut opt copii. Anna Sophie a fost străbunicul regelui Leopold I al Belgiei și stră-străbunicul Prințului Albert de Saxa-Coburg și Gotha și al reginei Victoria a Regatului Unit.